# Kobieta obskubująca kaczora
Kobieta obskubująca kaczora – obraz rodzajowy niderlandzkiego malarza Adriaena Cornelisza Beeldemakera namalowany w latach 50. XVII wieku, zakupiony przez Muzeum Narodowe we Wrocławiu w 1971 od C. Polaka z Blachowni koło Częstochowy.

## Tematyka obrazu
Obraz przedstawia kobietę siedząca na krześle i skubiącą kaczora; drugi leży na stole i zwisa z białej serwetki. Jej postać jest mocno oświetlona. Ubrana jest w ciemnozieloną, z białymi grzbietami spódnicę, w wyróżniający się biały kołnierz i czepek oraz fioletowy kaftan. Tłem sceny jest ściana, utrzymana w kolorze szarości i ugru oraz skąpane w cieniu schody z prawej strony ze słabo widzialnym oddalającym się mężczyzną.

## Interpretacja
Kobieta siedzi na przechylonym krześle. W wyciszonym nastrojowo wnętrzu stanowi ono zaskakujący element; wydaje się, że za chwilę runie wraz z siedzącą na nim kobietą. To dość zaskakujące przedstawienie skłania do odmiennej interpretacji dzieła. Dodatkowo inne motywy prowadzą do podobnych wniosków: kobieta nie posiada fartucha niezbędnego podczas wykonywania tej pracy, a perłowy kolczyk widoczny w uchu wskazuje, że nie jest to kucharka; zarysowana ściana bardziej przypomina piwniczną niż kuchenną, węgar jest podcięty, a widoczny na pierwszym planie pies śpi zamiast oczekiwać na odpady. W malarstwie niderlandzkim i flamandzkim kaczory symbolizowały seksualne przyjemności. Wszystkie te elementy wskazują, że obraz jest przedstawieniem złej gospodyni, niesolidnego domostwa, chylącego się przez nią do upadku. Jest to nawiązanie do popularnych w protestanckiej Holandii i często ilustrowanych Przysłów Salomona i zawartej w niej dewizie: Najmędrsza z niewiast dom sobie buduje, własnoręcznie go niszczy głupota (Prz 14,1). Jak większość niderlandzkich obrazów rodzajowych tak i ten niesie z sobą przesłanie moralizatorskie: ostrzega przed upadkiem domu, gdy gospodyni jest niecnotliwa.